# Miss Monochrome
Miss Monochrome (ミス・モノクローム Misu Monokurōmu?) es un personaje original creado con la voz de la cantante y actriz de voz japonesa Yui Horie, apareciendo primero como cantante virtual en 3D en marzo de 2012 en el concierto Horie Yui o Meguru Bōken III ~Misión secreta turística~. Unos 13 episodios de la serie anime de televisión por Liden Films se emitió en Japón entre octubre y diciembre de 2013. Una segunda temporada del anime saldrá al aire a partir del 3 de julio de 2015. Una serie manga comenzó la serialización en la revista Good! Afternoon de Kodansha, en febrero de 2014.

## Personajes
Miss Monochrome (ミス・モノクローム Misu Monokurōmu?)
 Seiyū: Yui Horie
Una ginoide que aspira a convertirse en una ídolo. Ella había sido un admiradora de Kikuko e ingenuamente cree que al convertirse en una famosa ídolo, podría satisfacer a Kikuko algún día.
Maneo (マネオ?)
 Seiyū: Keiji Fujiwara
Gerente de una tienda de conveniencia. Monochrome hace de él su mánager sin saber que él es un gerente de una tienda de conveniencia.
Kikuko (?)
 Seiyū: Kikuko Inoue
Una ídolo para los programas de televisión populares. Ella es la que ve a Monochrome hasta cuando decidió que quería convertirse en un ídolo.
Mana (マナ?)
 Seiyū: Akemi Kanda
Cuidador de Monochrome que más tarde resulta ser el mánager de Kikuko. Ella engaña a Monochrome para que le entregue 19,3 billones de yenes de su fortuna.
Rū-chan (ルーちゃん?)
Un Roomba propiedad de Monochrome. Está alimentado por una batería incorporada.

## Media
Una adaptación del manga, titulado Miss Monochrome -Motto Challenge- (ミス・モノクローム -Motto Challenge-?), escrito por Kazuyuki Fudeyasu e ilustrado por Nana Tōno, comenzó la serialización en la edición #40 de la revista Good! Afternoon de Kodansha el 7 de febrero de 2014.

### Anime
Miss Monochrome: The Animation (ミス・モノクローム -The Animation-?) fue producido por Liden Films y se emitió en TV Tokyo entre el 1 de octubre y el 24 de diciembre de 2013. Además, fue liberado por Niconico Channel, Bandai Channel, AT-X en Japón y por Crunchyroll para los espectadores fuera de Japón y Taiwán. El tema de cierre es "Pokerface" (ポーカーフェイス Pōkāfeisu?) por Miss Monochrome (Yui Horie).
La segunda temporada del anime fue anunciado en la convención AnimeJapan de 2015, Esta fue emitida  al aire entre el 03 de julio y el 15 de Septiembre de 2015. Una tercera Temporada fue emitida desde el 2 de Octubre al 18 de Diciembre del mismo año.

#### Lista de episodios
| Nº | Título           | Fecha De emisión        |
| -- | ---------------- | ----------------------- |
| 1  | "Otoño"          | 1 de octubre de 2013    |
| 2  | "Cielo"          | 8 de octubre de 2013    |
| 3  | "Venganza"       | 15 de octubre de 2013   |
| 4  | "Metamorfosis"   | 22 de octubre de 2013   |
| 5  | "Halloween"      | 29 de octubre de 2013   |
| 6  | "Trabajo"        | 5 de noviembre de 2013  |
| 7  | "Accesorios"     | 12 de noviembre de 2013 |
| 8  | "Ganador"        | 19 de noviembre de 2013 |
| 9  | "Rival"          | 26 de noviembre de 2013 |
| 10 | "Luchador"       | 3 de diciembre de 2013  |
| 11 | "Audición"       | 10 de diciembre de 2013 |
| 12 | "Ídolo"          | 17 de diciembre de 2013 |
| 13 | "Monochrome"     | 24 de diciembre de 2013 |
| 14 | OVA - "Seguidor" | 24 de diciembre de 2013 |
| 15 | OVA - "Manager"  | 24 de diciembre de 2013 |

### Otros medios
Miss Monochrome hace varias apariciones en otras series. Ella aparece en el juego Girl Friend Beta para teléfonos inteligentes, así como su adaptación anime en 2014. Ella también hace apariciones en Golden Time y Wooser's Hand-to-Mouth Life.